# New Eltham
New Eltham – dzielnica Londynu, leżąca w gminie London Borough of Greenwich. W 2001 dzielnica liczyła 6613 mieszkańców.